# Budy (Konin)
Pour les articles homonymes, voir Budy.
Budy (prononciation : [ˈbudɨ]) est un village polonais de la gmina de Kleczew dans le powiat de Konin de la voïvodie de Grande-Pologne dans le centre-ouest de la Pologne.
Il se situe à environ 12 kilomètres au nord-ouest de Kleczew (siège de la gmina), à 30 kilomètres au nord-ouest de Konin (siège du powiat) et à 79 kilomètres à l'est de Poznań (capitale régionale).
Le village possédait une population de 60 habitants en 2006.

## Histoire
De 1975 à 1998, le village faisait partie du territoire de la voïvodie de Konin.

Depuis 1999, Budy est situé dans la voïvodie de Grande-Pologne.